# Serge Lecointe
Pour les articles homonymes, voir Lecointe.
Serge Lecointe est un acteur français né à Paris le 26 avril 1939 et mort au Coudray le 1er février 2021.

## Biographie
Serge Lecointe fit une carrière éphémère d'une dizaine d'années, puis il quitta les écrans en 1957 à l'âge de dix-huit ans. Il côtoya néanmoins les grands noms du cinéma français en particulier Jean Gabin dans deux films.

## Filmographie
- 1948 : La Vie en rose, de Jean Faurez
- 1948 : Si jeunesse savait d'André Cerf
- 1949 : Le Cœur sur la main d'André Berthomieu : un enfant de chœur
- 1950 : Plus de vacances pour le bon dieu de Robert Vernay : un Poulbot de la bande
- 1950 : Les Anciens de Saint-Loup de Georges Lampin
- 1950 : Dieu a besoin des hommes de Jean Delannoy
- 1951 : Un grand patron d'Yves Ciampi : le jeune Albert
- 1952 : Seul au monde de René Chanas
- 1952 : Le Fruit défendu d'Henri Verneuil : le garçon radiographié
- 1952 : Le Rideau rouge d'André Barsacq
- 1953 : Le Dernier Robin des Bois d'André Berthomieu
- 1953 : Jeunes Mariés, de Gilles Grangier : un gamin
- 1953 : Le Chasseur de chez Maxim's d'Henri Diamant-Berger : le petit chasseur
- 1953 : Madame de... de Max Ophüls : le jeune Jérôme Rémy
- 1954 : La Belle Otero de Richard Pottier : le groom américain
- 1955 : Chiens perdus sans collier de Jean Delannoy : Francis Lanoux, le jeune délinquant
- 1956 : Mitsou de Jacqueline Audry : le jeune serveur
- 1956 : La Garçonne de Jacqueline Audry
- 1957 : Le rouge est mis de Gilles Grangier : Bébert, le jeune du bistrot

## Théâtre
- 1949 : La Marâtre d'Honoré de Balzac, mise en scène Charles Dullin, Théâtre des Célestins
- 1949 : L'Avare de Molière, mise en scène Charles Dullin, Théâtre des Célestins
- 1951 : Le Sabre de mon père de Roger Vitrac, mise en scène Pierre Dux, théâtre de Paris
- 1952 : En attendant Godot de Samuel Beckett, mise en scène Roger Blin, Théâtre de Babylone